# リッチモンド・インターナショナル・レースウェイ

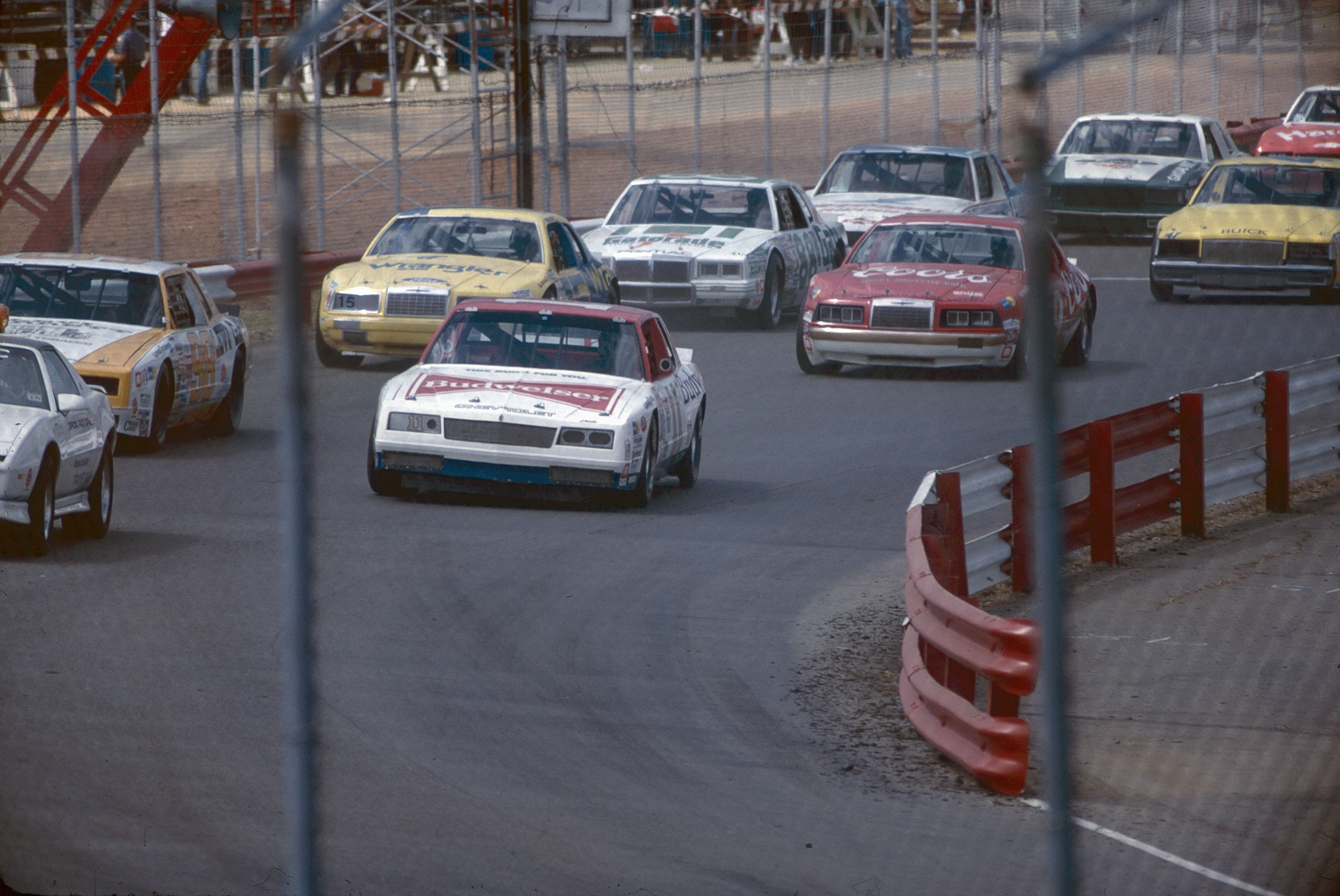
1985年

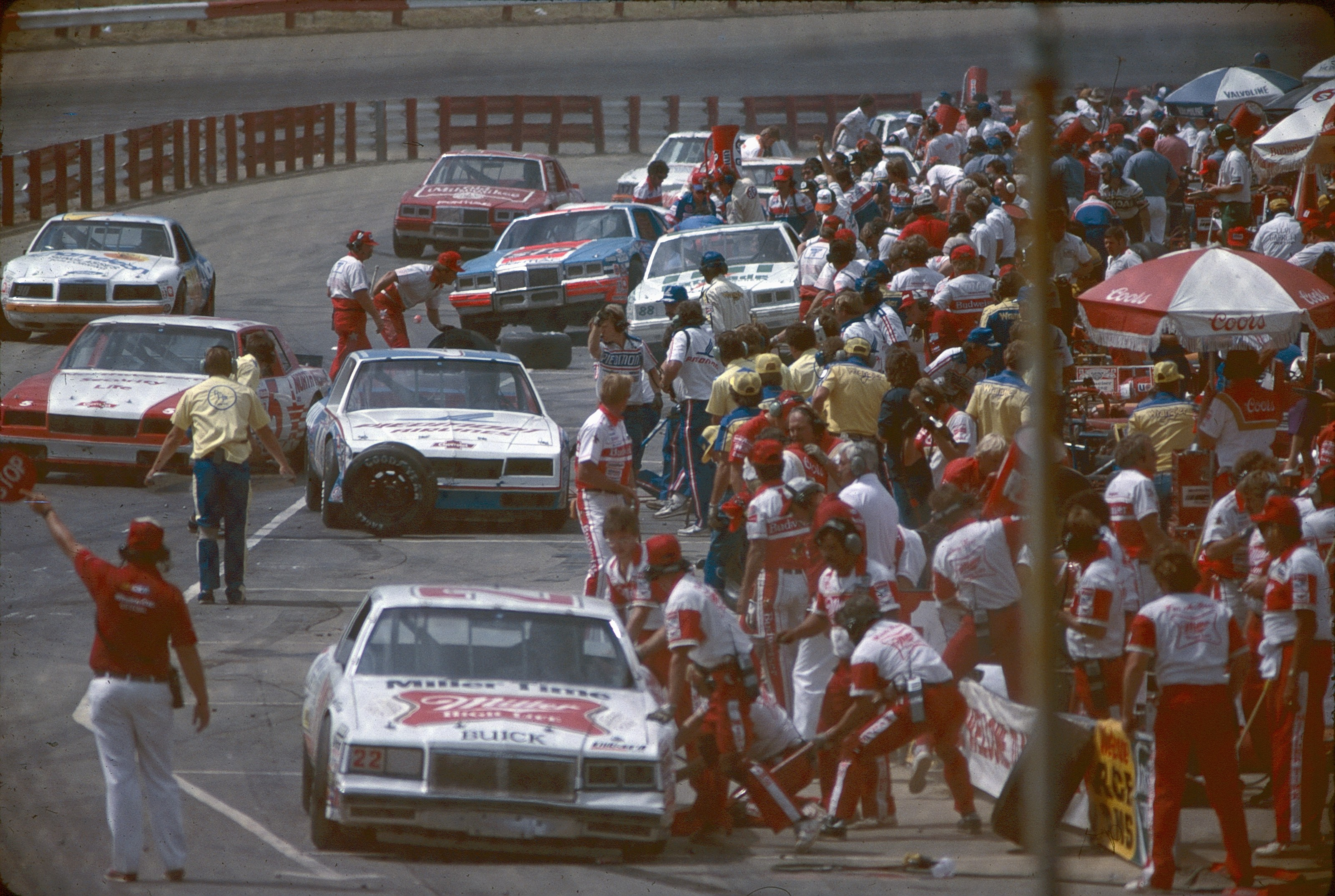
1985年

リッチモンド・インターナショナル・レースウェイ (Richmond International Raceway) は、アメリカ合衆国バージニア州リッチモンドに存在するオーバルサーキット。1周0.75マイル(1,207m)。観客席数は11万2029席。
1946年製作という、NASCARの歴史より長いリッチモンド・レースウェイ・コンプレックスと呼ばれるファクトリーなどが立ち並ぶ中に存在するレーストラック。NASCARはネイションワイド・シリーズ、スプリントカップシリーズが春秋の2回開催で、キャンピング・ワールド・トラック・シリーズは開催無し。
1991年に照明設備が設置されて以来、ここで行われる全てのイベントをナイトレースで行っている唯一のトラック。そしてチェイス・フォー・ザ・チャンピオンシップ(通称チェイス)が導入された2004年以降は、進出者が確定する第26戦が行われる。2018年からは、プレーオフ(チェイス)の第28戦が行われている。

## トラックの特徴
- コース寸法

|                         | 個数                    | 長さ                 | バンク角           |
| ----------------------- | ----------------------- | -------------------- | ------------------ |
| フロントストレッチ      | 1                       | 1209フィート(368.5m) | 8°                 |
| バックストレッチ        | 1                       | 860フィート(262.1m)  | 2°                 |
| ターン                  | 4                       | 1891フィート(576.4m) | 14°                |
| 全長：0.75マイル(1207m) | 全長：0.75マイル(1207m) | 路面：アスファルト   | 路面：アスファルト |

現在のトラック形状はDシェイプオーバルとなっているが、以前はマーティンズビルのように、タイトなトラックであった。1988年の改修によりフロントストレッチ側のストレートをピットレーンへ転用し、その外側にDシェイプのフロントストレッチを作っている。そのためショートオーバルにしては最高速は伸びるが、その後には14度という浅めのバンクを持つタイトなターンが待っているため、全体的には速度域の低い、マーティンズビル同様ショートオーバルらしいショートオーバルである。
トラック自体はタイトとはいえ、フェニックスよりはアウトラインも使えるコースであり、接近戦の期待出来るトラックではある。

## レコード
- 最多勝…リチャード・ペティ（13勝）
- スプリントカップシリーズ予選レコード…ジェフ・ゴードン（130.599mph/20.674秒、2013年）
- ネーションワイドシリーズ予選レコード…カイル・ブッシュ（129.348mph/20.874秒、2004年）
- インディーカーシリーズ予選レコード…サム・ホーニッシュ・ジュニア（176.244mph/15.3197秒、2005年）